# دهستان شاهو
دهستان شاهو نام دهستانی در بخش مرکزی شهرستان کامیاران، استان کردستان در ایران است. براساس سرشماری مرکز آمار ایران در سال ۱۳۸۵، جمعیت آن ۸۹۳۵ نفر (۲۰۸۲ خانوار) بوده‌است.